# 빌헬름 카를 폰 우라흐 공작

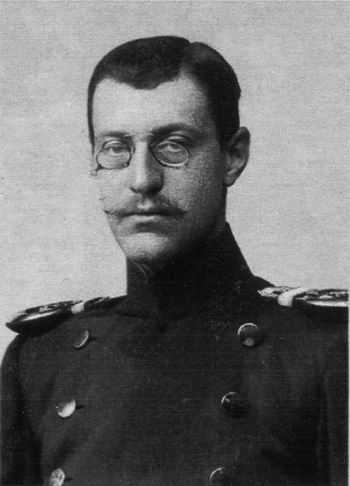
민다우가스 2세

민다우가스 2세(리투아니아어: Mindaugas II, 1864년 5월 30일 ~ 1928년 3월 24일) 또는 우라흐 후작, 뷔르템베르크 백작, 제2대 우라흐 공작 빌헬름(독일어: Fürst Wilhelm von Urach, Graf von Württemberg, 2. Herzog von Urach)는 독일의 장군, 귀족이자 리투아니아의 국왕(재위: 1918년 7월 11일 ~ 1918년 11월 2일)이다.

## 생애
우라흐(Urach) 공작을 역임한 뷔르템베르크(Württemberg) 가 출신의 빌헬름 1세(Wilhelm I)와 그의 2번째 아내인 플로레스틴 드 모나코 공녀(Florestine de Monaco, 플로레스탕 1세의 딸)의 장남으로 태어났다. 1869년 7월 17일부터 1928년 3월 24일까지 우라흐 공작을 역임했다. 플로레스티네가 자신의 조카인 알베르 1세의 해양학 연구를 위해 국정 운영에 불참하던 동안에는 알베르 1세를 대신해서 국정을 운영했다.
1890년대에 뷔르템베르크군에 입대했고 1914년 제1차 세계 대전이 발발하면서 직업 군인으로서의 장군으로 복무했다. 1917년에 퇴역할 때까지 폴란드, 세르비아, 벨기에 전선에서 뛰어난 전적을 남겼다.
1913년에는 알바니아 알바니아 왕자 후보로 거론되었다. 그는 알바니아 북부에 거주하는 로마 가톨릭교회 신자들의 지지를 받았지만 1914년 비트(Wied)의 빌헬름 공작(Wilhelm)이 알바니아의 왕자로 추대되면서 무산되고 만다.
1918년 7월 4일 리투아니아 의회는 러시아 제국으로부터 독립한 리투아니아 왕국의 국왕으로 빌헬름을 추대하기로 결정했다. 리투아니아 의회는 빌헬름을 리투아니아의 국왕으로 추대하는 과정에서 다음과 같은 사유를 제시했다.
- 빌헬름이 로마 가톨릭교회 신자라는 점 (리투아니아는 오래 전부터 가톨릭 국가였음)
- 빌헬름이 호엔촐레른가의 일원이 아니라는 점 (독일 제국의 빌헬름 2세 황제는 리투아니아와의 동군연합 관계 수립을 원했음)
- 빌헬름이 실적이 있는 군인이라는 점
- 리투아니아가 전쟁의 위협에 노출된 상황에서 러시아의 침공에 대응하여 독일의 협조를 기대할 수 있다는 점

빌헬름은 리투아니아 의회와의 약속에 따라 리투아니아에 거주하면서 리투아니아어를 사용한다는 조건을 받았다. 빌헬름의 즉위는 처음부터 논란을 일으켰는데 몇몇 의원들은 위원회에 반대표를 행사하면서 사퇴했다. 빌헬름은 리투아니아를 방문할 기회를 얻지 못했고 슈투트가르트 남쪽에 위치한 리히슈타인 성(Lichtenstein)에 거주하면서 리투아니아어를 배웠다.
1918년 11월 독일 제국이 제1차 세계 대전에서 패전하면서 리투아니아 의회는 빌헬름을 리투아니아의 국왕으로 추대하기로 한 결정을 철회하고 공화국의 수립을 선포했다.

## 같이 보기
- 민다우가스
- 프리드리히 카를 폰 헤센
- 카를 슈테판 폰 외스터라이히 대공
- 아돌프 프리드리히 추 메클렌부르크 대공자
- 핀란드 왕국 (1918년)